# The Wanderer (pel·lícula de 1925)
 The Wanderer és una pel·lícula estatunidenca dirigida el 1925 per Raoul Walsh.

## Repartiment
- Greta Nissen: Tisha
- William Collier Jr.: Jether
- Ernest Torrence: Tola
- Wallace Beery: Pharis
- Tyrone Power Sr.: Jesse
- Kathryn Carver: Naomi
- Kathlyn Williams: Huldah
- George Regas: Gaal
- Holmes Herbert: profeta
- Snitz Edwards: joier

Resta del repartiment (no apareixen als crèdits):
- Lillian Butterfield: noia a la bacanal
- Melva Lockhart: noia a la bacanal
- Myrna Loy: noia a la bacanal
- Helen Virgil: noia a la bacanal
- Sôjin Kamiyama: Sadyk el joier